# Дальстрём, Анника
Анника Дальстрём (швед. Annica Dahlström; род. 1941) — шведская врач и заслуженный профессор (эмерит) по гистологии и неврологии на кафедре медицинской химии и клеточной биологии в университете Гётеборга.
Исследования Дальстрём сосредоточены на том, как нервные клетки хранят и транспортируют сигналы, но она также работала во многих других областях гистологии и неврологии. Дальстрём опубликовала более 340 научных работ. Докторскую диссертацию защитила в 25 лет, став самым молодым шведским врачом, который получил докторскую степень. Она была профессором гистологии и неврологии в университете Гётеборга с 1983 года до выхода на пенсию в 2008.
Дальстрём приняла участие в дебатах о взаимосвязи между гендером и функцией мозга. В 2007 году она опубликовала книгу Könet sitter i hjärnan («Гендер в мозгу»), которую она описала как собрание за последние 15 лет международных исследований мозга и о том, как мозг влияет на поведение человека. Книга в основном ссылается на исследования, выполненные до 1990 года, и была подвергнута критике за неточности. Её самая популярная научная статья «Доказательства существования моноаминмистких нейронов в центральной нервной системе» была процитирована более 5500 раз в 2013 году